# Leitz Ortholux
Mit dem Leitz-Ortholux wurde 1935 ein Mikroskop konstruiert, das damals viele der heute selbstverständlichen Eigenschaften eines modernen Mikroskops mitbrachte. Die ersten Exemplare wurden 1936 als „MX“ (Mikroskop X) ausgeliefert. Eine eigene Bezeichnung hatte das Gerät noch nicht.

## Merkmale

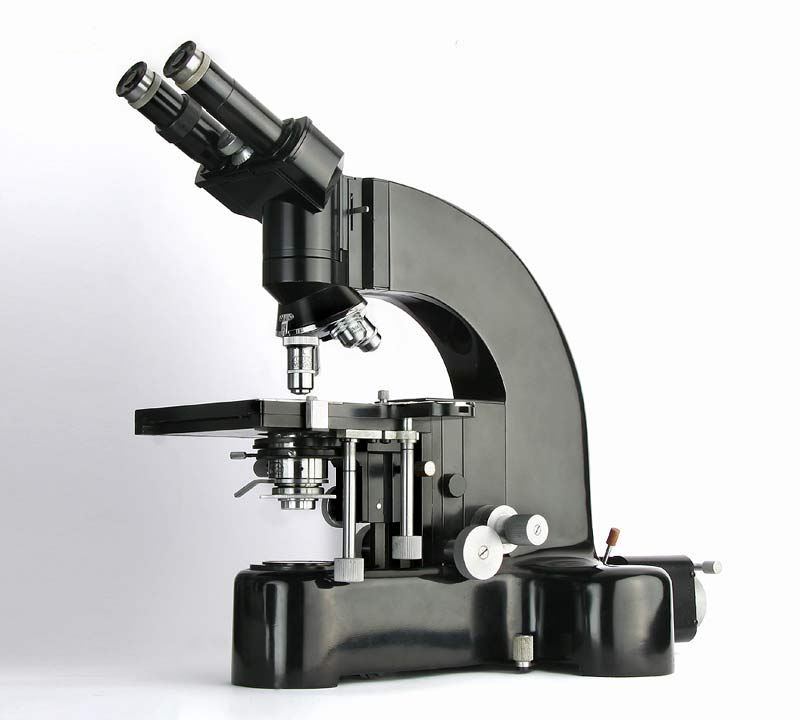
Leitz Ortholux #399420
von 1948

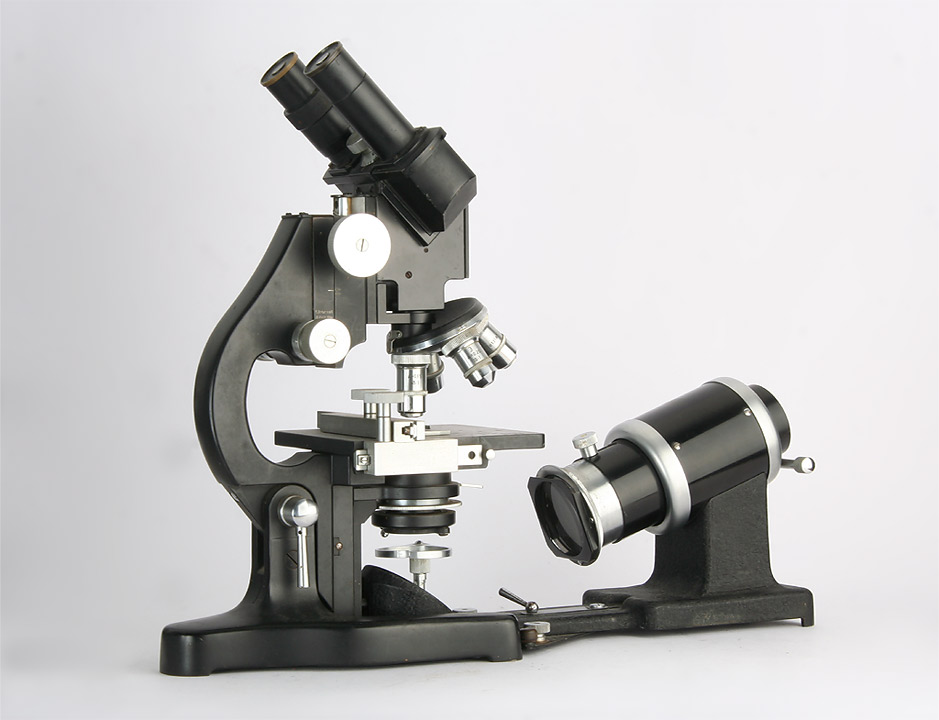
Leitz Stativ B
Herkömmliche Bauform eines Mikroskops

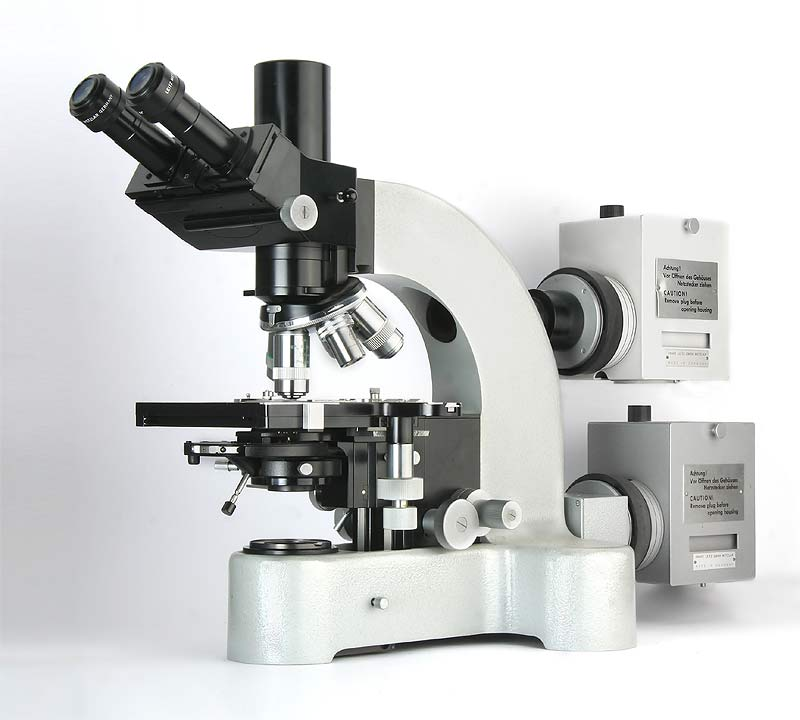
Leitz Ortholux #769500
ca. 1971

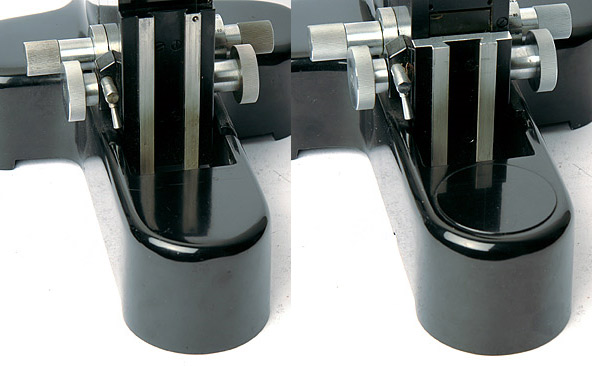
Leitz Metallux
Öffnung für Durchlichtbeleuchtung nicht ausgefräst, bzw. mit Deckel verschlossen

Das Leitz-Ortholux verfügte über eine fest eingebaute Beleuchtung, die – einmal justiert – dem köhler’schen Prinzip folgte und damit ein ergonomisches Arbeiten ermöglichte. Um dies zu realisieren, wurde das Mikroskopstativ um 180° gedreht. Die Beleuchtung befand sich also auf der dem Betrachter abgewandten Seite. Dies hatte zudem den Vorteil, dass der Blick auf das Präparat frei war und nicht wie bisher vom Stativ behindert wurde.
Von vornherein als Modulsystem konzipiert, konnte das Ortholux für sämtliche damals bekannten Verfahren der Lichtmikroskopie ausgerüstet werden. Für die nötige Stabilität sorgte ein Aluminiumguss-Stativ mit einem Dreipunkt-Standfuß.
Eine Sonderausführung, die nur für die Auflichtmikroskopie ausgestattet war, wurde als „Metallux“ angeboten. Die Mikroskopie von Metallschliffen und Erzen war damals die Hauptanwendung der Auflichtmikroskopie, daher die Bezeichnung.
Bei frühen Metalluxen wurden die Durchlicht-Öffnungen gar nicht erst ausgefräst. Später (ab ca. 1962) wurden als Metallux-Mikroskope herkömmliche Ortholuxe verwandt, deren Durchlicht-Öffnungen mit Deckeln verschlossen wurden.

## Historie

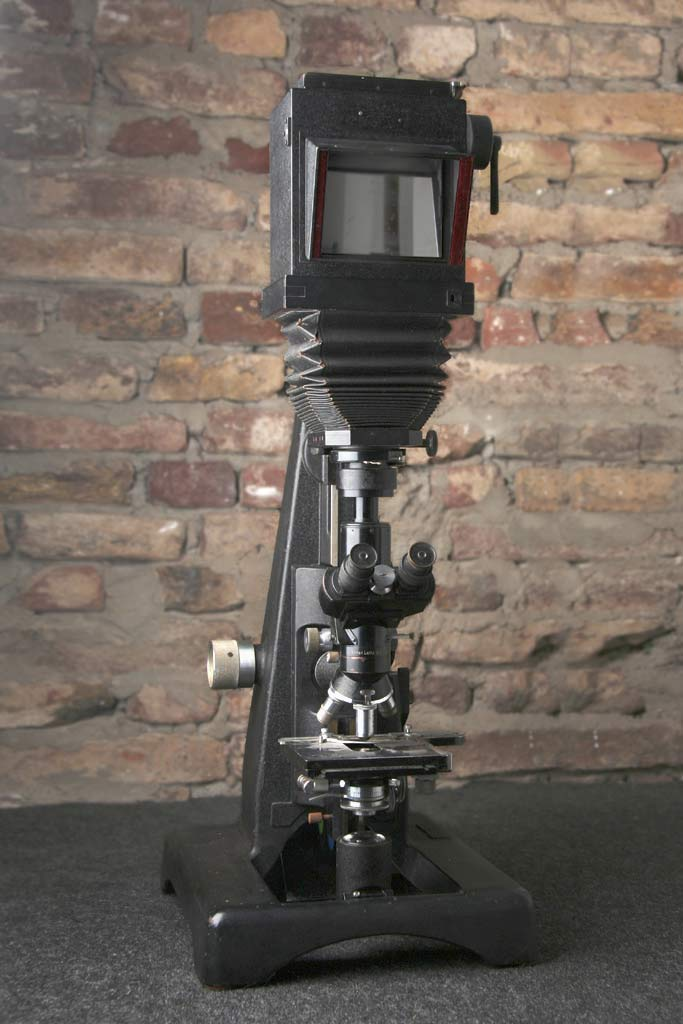
Leitz Panphot

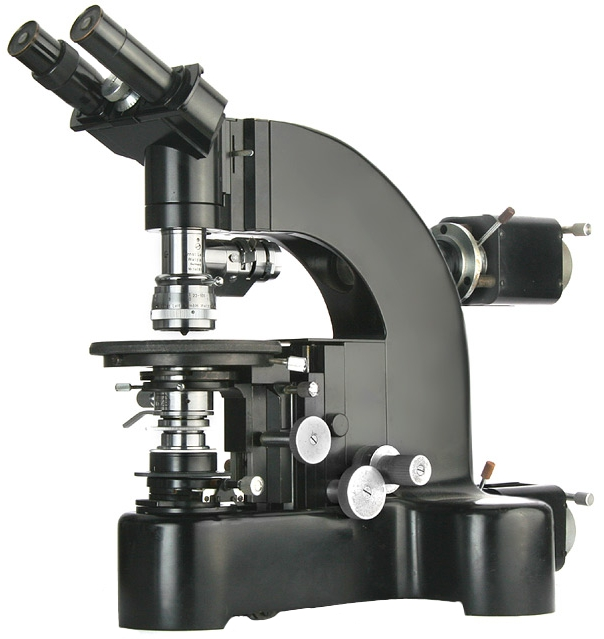
Das Ortholux-Aufbereitungsmikroskop #440163 von 1952, bestückt mit Ultropak, Variocolor und verschiebbarer Blende im Fuß für schiefe Beleuchtung

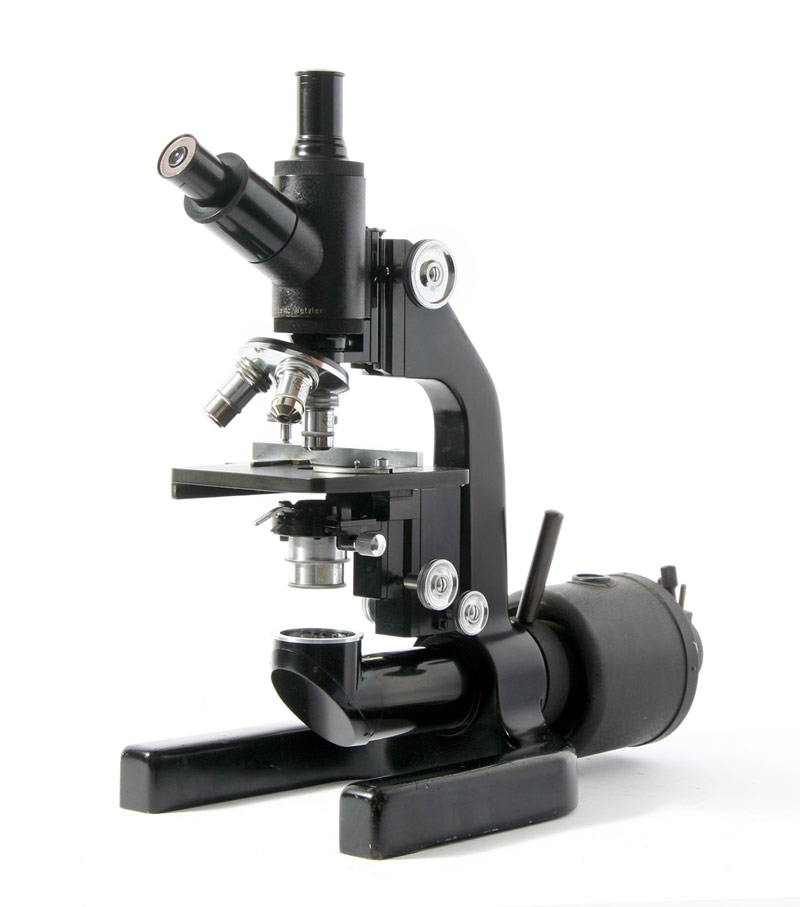
Leitz MBLM

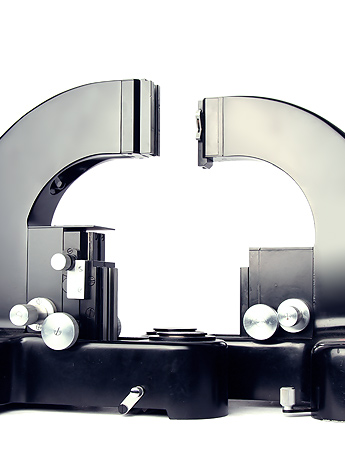
Altes Stativ (vorn) und schlankeres neues Stativ

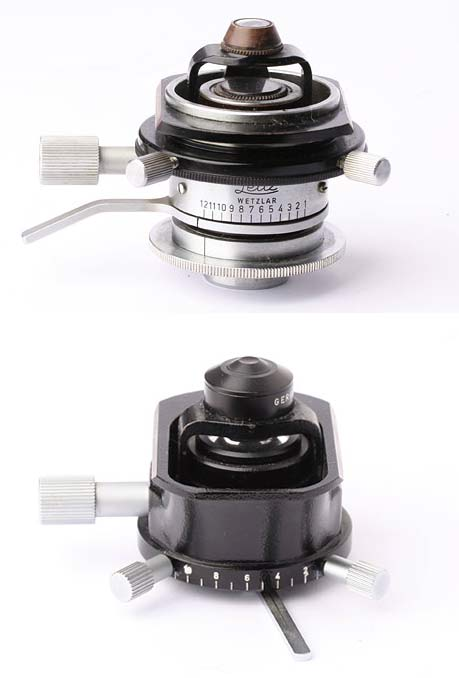
Zwei-Blenden-Kondensor nach Berek (oben) und Kondensor Serie 600

Von 1935 an wurde das Leitz-Ortholux fast 40 Jahre nahezu unverändert gebaut. Das Konstruktionsprinzip war ein modulares System. Dies ermöglichte es, über all die Jahre, mit den aktuellen Entwicklungen in Mikroskopie, Optik und Forschung Schritt zu halten, bzw. diese zu integrieren.
Bereits 1933 wurde das große Fotomikroskop „Panphot“ vorgestellt. Das „Monokular-Binokulare Laboratoriums-Mikroskop“ (MBLM) erschien ein Jahr früher und kann als eigentlicher Wegbereiter des Ortholux gesehen werden. Es war weltweit das erste Mikroskop mit eingebauter Beleuchtung. Alle drei nutzen zur Tubusaufnahme die gleiche Schwalbenschwanzführung wie vorher schon das Universalmikroskop und die Stative A und B.
In den ersten 15 Jahren gab es am Stativ kaum Änderungen. Lediglich die Gussform des Aluminium-Stativs wurde Ende der 1940er Jahre innerlich etwas verschlankt. Äußerlich ist das nicht zu sehen.
1952 entstand das „Aufbereitungsmikroskop“, ein erster Ansatz, Auf- und Durchlicht-Beleuchtung getrennt zu realisieren.
1953 erhielt das Ortholux ein neu konstruiertes Stativ. Der Arm war schmaler und das Triebgehäuse etwas kleiner. So entstand mehr freier Raum, um entsprechende Auflicht-Zubehörteile anbringen zu können. Der Fluoreszenz-Opak nach Ploem kann z. B. nicht an älteren Modellen montiert werden. Es war aber immer noch ein umschaltbarer Strahlengang für Auf- und Durchlicht vorhanden.
1959 wurden dann die beiden Beleuchtungs-Pfade für Auf- und Durchlicht getrennt. Jetzt war es möglich, beide Beleuchtungsarten kombiniert einzusetzen. Sinnvoll war dies z. B. bei der Kombination der Auflicht-Fluoreszenz mit Durchlichtmethoden, wie Dunkelfeld oder Phasenkontrast.
Ein weiterer Schritt war 1963 die Abkehr vom Zweiblenden-Kondensor nach Berek und die Einführung der Systemkondensoren der Serie 600. Jetzt wurde eine Leuchtfeldblende im Stativ nötig, die zwischen Klapplinse und Spiegelkasten ihren Platz fand.
Die letzte, nur äußerlich gravierende Änderung kam 1970. Das Ortholux-Stativ erhielt den damals zeitgemäßen Hammerschlaglack, während alle anderen Komponenten schwarz blieben.

## Ortholux II

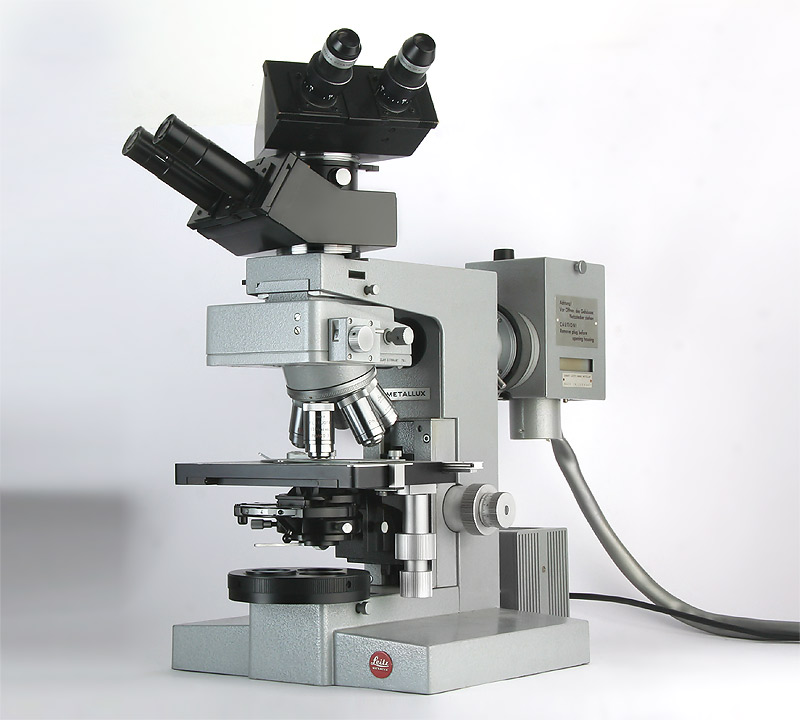
Leitz Metallux II
ausgestattet für Fluoreszenz (Auf- und Durchlicht), kombiniert mit Phasenkontrast. Fünf Öl-Objektive zur Kontrast- und Apertursteigerung. Mitbeobachter-Tubus

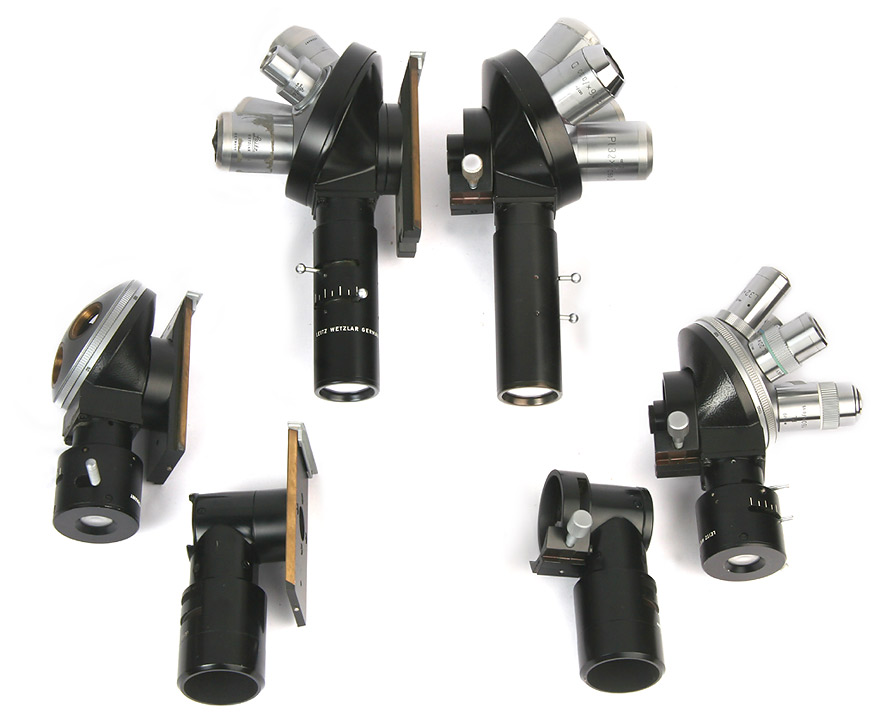
„Retrofit“-Komponenten

Das ab 1972 bis in die 80er Jahre gebaute Ortholux II führte die Philosophie eines universell einsetzbaren und modular ausbaufähigen Mikroskops fort.
Neben einer zeitgemäßen eckig-sachlichen Formgebung zeichneten das Ortholux II folgende Neuerungen aus:

- Nach vorn herausziehbarer Objektivrevolver

- Neue Serie plan-apochromatisch korrigierter Objektive

- Stärkere Lichtquellen mit Halogen-Leuchtmitteln 
Wie das Ortholux I gab es das Ortholux II auch als Metallux II. Das Stativ unterschied sich jedoch nicht vom Ortholux II. Es war, wie dieses auch mit sämtlichen Durchlichtkomponenten ausgerüstet. Ferner gab es noch zwei Pol-Versionen: Ortholux II POL MK, ohne Bertrandlinse und Ortholux II POL BK mit Bertrandlinse. Diese beiden Stative unterschieden sich vom Standardstativ durch einen 35 mm × 12 mm großen Filterschlitz für den drehbaren Analysator (20 mm × 4 mm beim Standardstativ).
Frühere Ortholux-II-Mikroskope wurden mit grauem, die späteren mit weißem Hammerschlaglack versehen.
Die meisten Komponenten waren kompatibel mit dem zur selben Zeit angebotenen umgekehrten Mikroskop Diavert. Das betraf Objektivrevolver, Beobachtungstuben, Kondensoren und Beleuchtung.
Einige neu entstandenen Komponenten wurden auch mit der alten Aufnahme für das Ortholux I versehen und somit auch an den älteren Geräten verwendbar (Auflicht-Dunkelfeld Illuminator für HD-Objektive, Auflicht-Hellfeld Illuminator). Andere wurden vom Ortholux I übernommen, wie z. B. der Fluoreszenz-Illuminator nach Ploem.